# بيزيغهايم
بسيغهايم (بالألمانية: Besigheim) هي بلدة، resort town، مدينة وبلدة ألمانية تقع في ألمانيا في Regierungsbezirk Stuttgart.

## المدن التوأمة
مدن آي (فرعون)، Newton Abbot وBátaszék هي مدن توأمة لـبسيغهايم.

## أعلام
- كريستوف شريمبف
- فريدريك شريمبف
- لويزا ريختر